# Joseph Ruben
Pour les articles homonymes, voir Ruben.
Joseph Ruben est un réalisateur, scénariste et producteur américain né le 10 mai 1950 à Briarcliff Manor, dans l'État de New York (États-Unis).

## Filmographie

### comme Réalisateur
- 1974 : The Sister-in-Law (en)
- 1976 : Lâche-moi les baskets (The Pom Pom Girls) (+ producteur et scénariste)
- 1977 : Joyride (en) (+ scénariste)
- 1978 : Our Winning Season
- 1980 : Gorp
- 1980 : Breaking Away (série télévisée)
- 1984 : Dreamscape (+ scénariste)
- 1987 : Le Beau-père (The Stepfather)
- 1989 : Coupable Ressemblance (True Believer)
- 1991 : Les Nuits avec mon ennemi (Sleeping with the Enemy)
- 1993 : Le Bon Fils (The Good Son) (+ producteur)
- 1995 : Money Train
- 1998 : Loin du paradis (Return to Paradise)
- 2004 : Mémoire effacée (The Forgotten)
- 2013 : Dans l'ombre de la proie (Penthouse North) (+ producteur)
- 2017 : Le Lieutenant ottoman (The Ottoman Lieutenant)